# Теренс Вебер
Теренс Вебер (нім. Terence Weber) — німецький лижний двоборець, призер чемпіонату світу.
Срібну медаль чемпіонату світу Вебер виборов у складі німецької команди на світовій першості 2021 року, що прходила в німецькому Оберстдорфі, в дисципліні, яка включала стрибки з нормального трампліна та естафету 4х5 км.